# Cucullia rectilinea
Cucullia rectilinea är en fjärilsart som beskrevs av Köhler 1952. Cucullia rectilinea ingår i släktet Cucullia och familjen nattflyn. Inga underarter finns listade i Catalogue of Life.